# Udruženje javnih radija i televizija
Udruženje javnih radija i televizija, (en ciríl·lic: UJRT (Удружење јавних радија и телевизија), va ser la companyia de radiodifusió pública de Sèrbia i Montenegro, va ser membre de ple dret de la Unió Europea de Radiodifusió (UER) des del 2001 fins a la seva dissolució el 2006.
La dissolució de la unió, que es va separar en Sèrbia i Montenegro, l'any 2006, va decretar el tancament de l'UJRT (substituït en els respectius estats per les dues radiodiffusores, RTS i RTGC).

## Membres
- Radio-Televizija Srbije (RTS) - Emissora de Sèrbia
- Radio i Televizija Crne Gore (RTCG) - Emissora de Montenegro